# 이어 오브 더 독
이어 오브 더 독(Year Of The Dog)은 미국에서 제작된 마이크 화이트 감독의 2007년 코미디, 드라마 영화이다. 몰리 샤논 등이 주연으로 출연하였고 데드 가드너 등이 제작에 참여하였다.

## 출연

### 주연
- 몰리 샤논
- 로라 던

### 조연
- 레지나 킹
- 토마스 맥카시
- 조쉬 파이스
- 존 C. 라일리
- 피터 사스가드
- 에이미 쉬라겔
- 조 쉬라겔
- 데일 고드볼도
- 이나라 조지

## 제작진
- 미술: 다니엘 브래드포드
- 세트: K.C. 폭스
- 의상: 낸시 스타이너
- 배역: 메러디스 터커